# N’Gourti
N’Gourti (auch: Ngourti, N’Gourty) ist eine Landgemeinde und der Hauptort des gleichnamigen Departements N’Gourti in Niger.

## Geographie

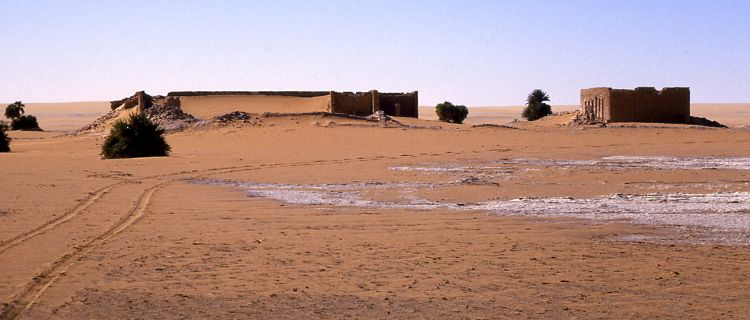
Oase Agadem in N’Gourti (1986)

N’Gourti liegt im Südosten des Landes in der nördlichen Sahelzone und der Wüste Sahara. Die durchschnittliche jährliche Niederschlagshöhe liegt bei unter fünf Millimetern. In geologischer Hinsicht befindet sich die Gemeinde in einem dem Erdzeitalter Quartär zugerechneten Gebiet. N’Gourti grenzt im Osten an den Nachbarstaat Tschad. Die Nachbargemeinden in Niger sind Bilma, Dirkou und Fachi im Norden, N’Guigmi im Südosten, Kabléwa im Süden, Foulatari im Südwesten und Tesker im Westen.
Bei den Siedlungen im Gemeindegebiet handelt es sich um 225 Dörfer, 3 Weiler, 37 Lager und 164 Wasserstellen. Davon werden 14 Siedlungen von der Nachbargemeinde Tesker beansprucht. Umgekehrt erhebt N’Gourti Anspruch auf 16 weitere Siedlungen in Tesker. Der Hauptort der Landgemeinde N’Gourti ist das Dorf N’Gourti. Der kleine, in einer Niederung gelegene Garnisonsort der nigrischen Armee ist von hohen Dünen umgeben.
Im Westen hat die Gemeinde Anteil an der Sandwüste Tin-Toumma und am Naturreservat Termit und Tin-Toumma, einem der größten Naturschutzgebiete auf der Landfläche der Erde. Die Jagdzone von Kossotori ist eines der von der staatlichen Generaldirektion für Umwelt, Wasser und Forstwirtschaft festgelegten offiziellen Jagdreviere Nigers.

## Geschichte
Zur Gründung des Orts gibt es verschiedene einander widersprechende Legenden. Der Ortsname N’Gourti leitet sich vom Kanuri-Wort n’gurtu ab, das „Flusspferd“ bedeutet.
Die 520 Kilometer lange Piste für Kamele zwischen den Orten Bilma und N’Guigmi, die durch N’Gourti verlief, galt in den 1920er Jahren als einer der Hauptverkehrswege in der damaligen französischen Kolonie Niger.
Im Jahr 1964 gliederte eine Verwaltungsreform Niger in sieben Departements, die Vorgänger der späteren Regionen, und 32 Arrondissements, die Vorgänger der späteren Departements. N’Gourti wurde dem neu geschaffenen Arrondissement N’Guigmi zugeschlagen, erhielt jedoch den Status eines Verwaltungspostens (poste administratif) im Gebiet des Arrondissements. Verwaltungsposten waren besondere Gebietseinheiten eine Ebene unterhalb von Arrondissements, die als eine Art Vorstufe zu einer späteren Umwandlung in ein eigenes Arrondissement galten.
Die Rallye Dakar führte 1990 über N’Gourti. Im Jahr 1998 wurden die bisherigen Arrondissements Nigers in Departements umgewandelt. Der Verwaltungsposten von N’Gourti wurde 2011 aus dem Departement N’Guigmi herausgelöst und zum Departement N’Gourti erhoben.
N’Gourti war weniger als andere Gemeinden in der Region Diffa von der Zwangsmigration betroffen, die durch die Aktivitäten der Terrorgruppe Boko Haram ausgelöst worden war. Während in der gesamten Region Diffa im Januar 2021 knapp 270.000 Zwangsmigranten – vor allem Flüchtlinge und Binnenvertriebene – lebten, waren es in N’Gourti nur 709 Menschen.

## Bevölkerung

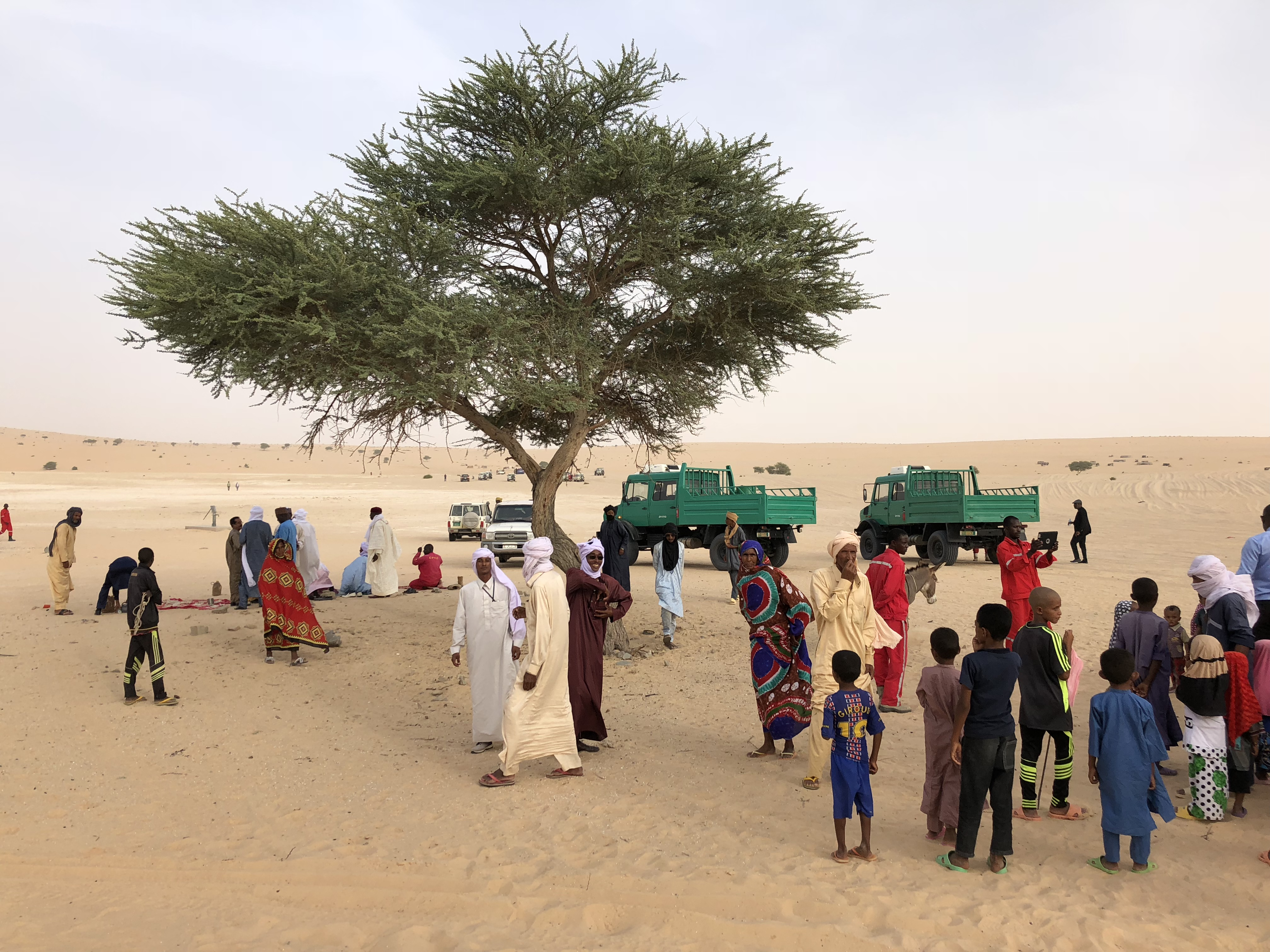
Menschen beim Dorf Meleck in N’Gourti (2019)

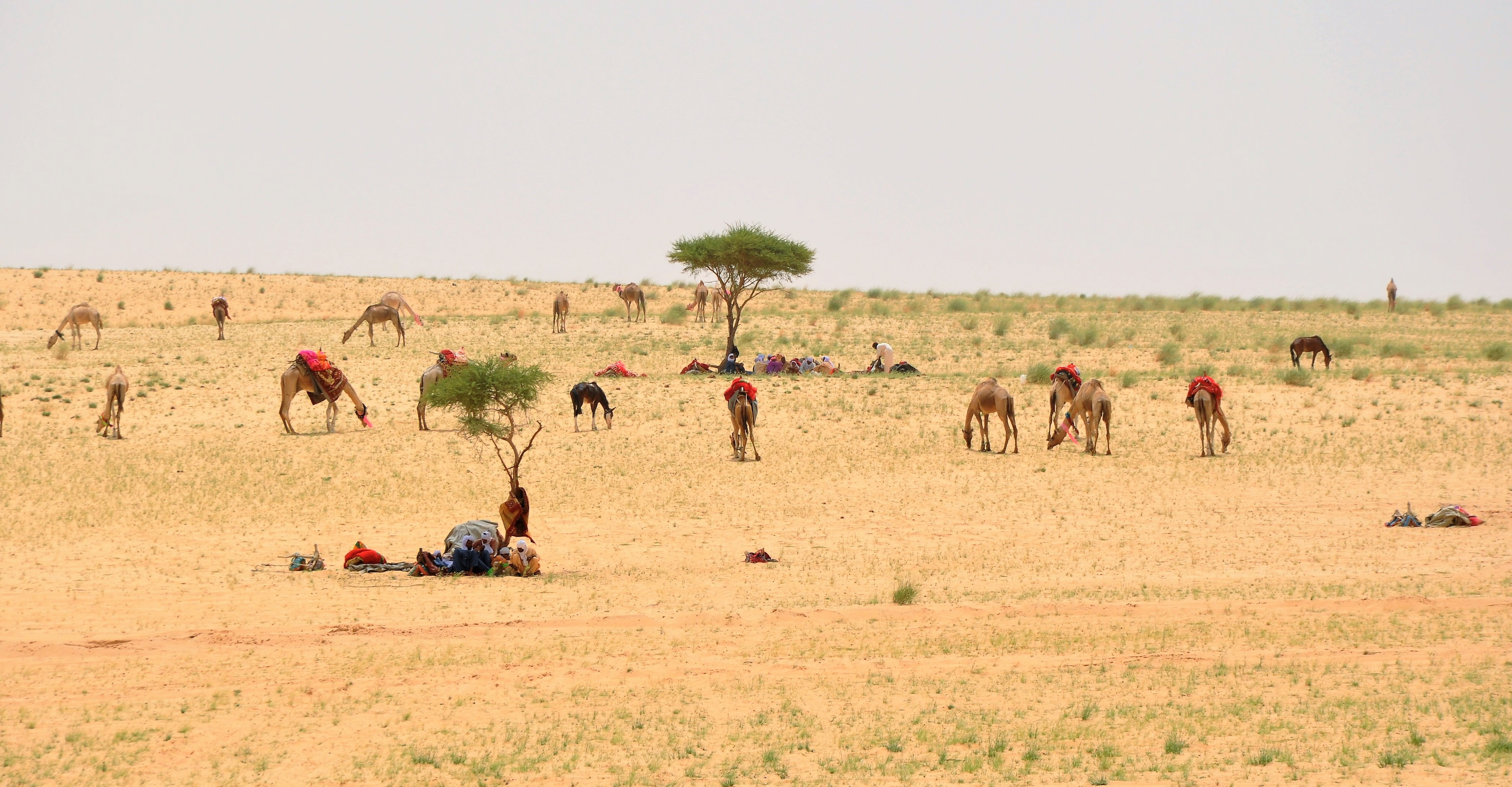
Ein Tubu-Lager in der Wüste

Bei der Volkszählung 2012 hatte die Landgemeinde 51.767 Einwohner, die in 9.408 Haushalten lebten. Bei der Volkszählung 2001 betrug die Einwohnerzahl 21.045 in 3.764 Haushalten.
Im Hauptort lebten bei der Volkszählung 2012 1.627 Einwohner in 319 Haushalten, bei der Volkszählung 2001 1.141 in 200 Haushalten und bei der Volkszählung 1988 2.588 in 542 Haushalten. Im Dürre-Jahr 1984 war die Einwohnerzahl des Orts sprunghaft angestiegen.
Der Hauptort ist eine Sprachgrenze für die zwei Sprachen der Volksgruppe der Tubu: Nördlich des Orts wird Tedaga gesprochen, südlich davon Dazaga. Die zweitgrößte Volksgruppe, nach den Tubu, stellen Araber, die sich ab Mitte des 19. Jahrhunderts in der Region ansiedelten, gefolgt von Fulbe. Die Tubu, Araber und Fulbe von N’Gourti haben überwiegend eine nomadische Lebensweise. Außerdem leben Minderheiten von Hausa und Zarma in der Gemeinde.

## Politik
Jeweils ein traditioneller Ortsvorsteher (chef traditionnel) steht an der Spitze von 215 Dörfern in der Gemeinde, darunter dem Hauptort.

## Wirtschaft und Infrastruktur

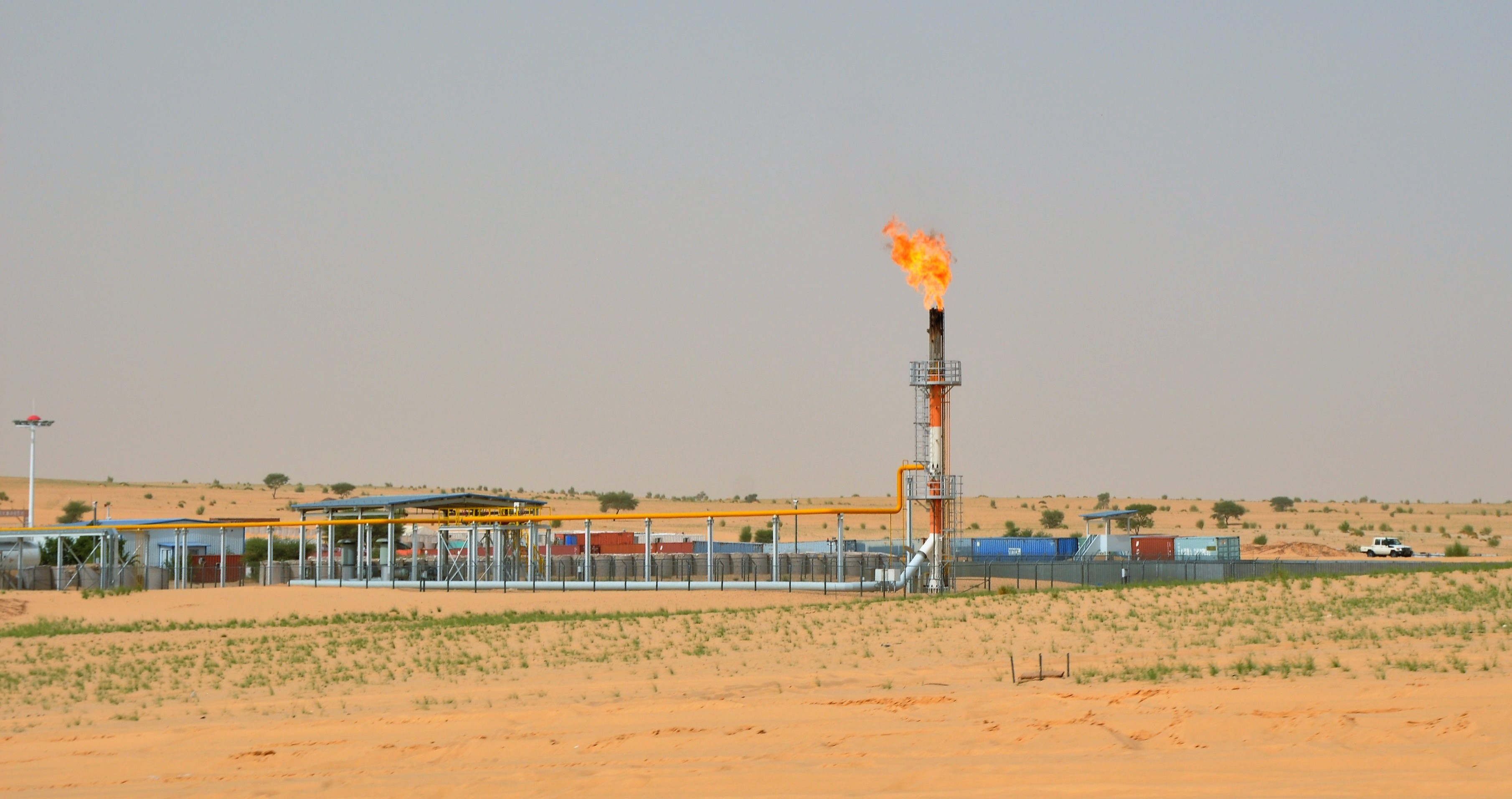
Erdölförderung in N’Gourti (2019)

Zwischen der Wüste im Norden und einer schmalen Zone im Süden, wo Agropastoralismus betrieben wird, ist die Weidewirtschaft der vorherrschende Erwerbszweig. In N’Gourti befindet sich ein bedeutender Viehmarkt. Die Niederschlagsmessstation im Hauptort liegt auf 313 m Höhe und wurde 1973 errichtet. Am 18. Mai 2000 nahm im Hauptort der nach Bankilaré und Tchintabaraden landesweit dritte lokale Bürgerhörfunk (radio communautaire) seinen Betrieb auf. Rund 100 Kilometer nordwestlich des Dorfs wird seit 2009 Erdöl gefördert.
Gesundheitszentren des Typs Centre de Santé Intégré (CSI) sind im Hauptort sowie in den Siedlungen Agadem, Blahardey, Djouraye, Kossotori, Métimé, Trouna und Yogo vorhanden. Das Gesundheitszentrum im Hauptort verfügt über ein eigenes Labor und eine Entbindungsstation. Im Hauptort gibt es außerdem eine Sanitätsstation der Streitkräfte Nigers. Der CEG N’Gourti ist eine allgemein bildende Schule der Sekundarstufe des Typs Collège d’Enseignement Général (CEG). Der Collège d’Enseignement Technique de N’Gourti (CET N’Gourti) ist eine technische Fachschule. Beim Centre de Formation aux Métiers de N’Gourti (CFM N’Gourti) handelt es sich um ein Berufsausbildungszentrum.